# Hermes França
Hermes França, né le 26 août 1975, à Fortaleza (Brésil), est un pratiquant brésilien d'arts martiaux mixtes et ceinture noire de jiu-jitsu brésilien.
Il combat dans la division des poids légers de l'Ultimate Fighting Championship de 2006 à 2009.

## Palmarès en arts martiaux mixtes
| 35 combats     | 22 victoires | 12 défaites |
| Par KO         | 7            | 4           |
| Par soumission | 13           | 0           |
| Sur décision   | 2            | 8           |
| Sans décision  | 1            | 1           |

| Résultat   | Record    | Adversaire         | Méthode                       | Événement                                   | Date       | Round | Temps | Lieu                                   | Notes |
| ---------- | --------- | ------------------ | ----------------------------- | ------------------------------------------- | ---------- | ----- | ----- | -------------------------------------- | --- |
| Défaite    | 22–12 (1) | Thawa Ril          | KO (punches)                  | International Fighter Championship          | 28-04-2011 | 2     | 0:56  | Pernambuco, Brésil                     | |
| Victoire   | 22–11 (1) | Josh Thorpe        | Soumission (rear naked choke) | Gladiator Cage Fights - Knockout Night 1    | 23-04-2011 | 1     | 1:36  | Marion (Illinois), États-Unis          | |
| Victoire   | 21–11 (1) | Robert Washington  | TKO (punches)                 | MFC 29: Conquer                             | 08-04-2011 | 2     | 0.26  | Windsor (Ontario), États-Unis          | |
| Victoire   | 20–11 (1) | Jorge Sarat        | Submission (armbar)           | GForce Promotions: Bad Blood 5              | 26-02-2011 | 1     | 2:27  | Grand Rapids (Michigan), États-Unis    | |
| No Contest | 19–11 (1) | Ferrid Kheder      | No Contest                    | Xtreme Vale Todo 5                          | 19-12-2010 | 3     | 5:00  | Cartago, Costa Rica                    | Défaite changée en no-contest (erreur de l'arbitre, les 3 juge donnaient França gagnant)                 |
| Défaite    | 19–11     | Moshe Kaitz        | Décision unanime              | Israel FC: Genesis                          | 09-11-2010 | 3     | 5:00  | Tel Aviv, Israël                       | |
| Défaite    | 19–10     | Eric Wisely        | Décision unanime              | Scorpius Fighting Championships 1           | 24-09-2010 | 3     | 5:00  | Fort Lauderdale (Floride), États-Unis  | |
| Défaite    | 19–9      | Eric Wisely        | TKO (coups de poing)          | Max Fights DM Ballroom Brawl IV             | 08-01-2010 | 1     | 2:03  | West Des Moines, Iowa, États-Unis      | Pour le titre intérimaire des poids légers du Max Fights DM.                                             |
| Défaite    | 19–8      | Tyson Griffin      | KO (coups de poing)           | UFC 103: Franklin vs. Belfort               | 19-09-2009 | 2     | 3:26  | Dallas (Texas), États-Unis             | Combat en poids intermédiaire : 159 lb (72 kg)                                                           |
| Victoire   | 19–7      | Marcus Aurelio     | Décision unanime              | UFC 90: Silva vs. Côté                      | 25-10-2008 | 3     | 5:00  | Rosemont (Illinois), États-Unis        | |
| Défaite    | 18–7      | Frankie Edgar      | Décision unanime              | UFC Fight Night: Silva vs. Irvin            | 19-07-2008 | 3     | 5:00  | Las Vegas (Nevada), États-Unis         | Combat de la soirée                                                                                      |
| Défaite    | 18–6      | Sean Sherk         | Décision unanime              | UFC 73: Stacked                             | 07-07-2007 | 5     | 5:00  | Sacramento (Californie), États-Unis    | Pour le titre des poids légers de l'UFC. Sherk et França contrôlés positifs à des substances interdites. |
| Victoire   | 18–5      | Spencer Fisher     | TKO (Strikes)                 | UFC Fight Night 8                           | 25-01-2007 | 2     | 4:03  | Hollywood (Floride), États-Unis        | |
| Victoire   | 17–5      | Nate Diaz          | Soumission (Armbar)           | WEC 24: Full Force                          | 12-10-2006 | 2     | 2:46  | Lemoore, Californie, États-Unis        | Défend le titre des poids légers du WEC.                                                                 |
| Victoire   | 16–5      | Jamie Varner       | Soumission (Armbar)           | UFC 62: Liddell vs Sobral                   | 26-08-2006 | 3     | 3:31  | Las Vegas (Nevada), États-Unis         | |
| Victoire   | 15–5      | Joe Jordan         | Soumission (Triangle Choke)   | UFC 61: Bitter Rivals                       | 08-07-2006 | 3     | 0:47  | Las Vegas (Nevada), États-Unis         | |
| Victoire   | 14–5      | Brandon Olsen      | Soumission (Armbar)           | WEC 21: Tapout                              | 15-06-2006 | 1     | 0:40  | Highland (Californie), États-Unis      | Défend le titre des poids légers du WEC.                                                                 |
| Victoire   | 13–5      | Toby Imada         | Soumission (Armbar)           | TC 14: Throwdown                            | 13-05-2006 | 1     | 0:53  | Del Mar (Californie), États-Unis       | |
| Victoire   | 12–5      | Ryan Schultz       | KO (points)                   | AFC 16: Absolute Fighting Championships 16  | 22-04-2006 | 1     | 3:30  | Fort Lauderdale, États-Unis            | |
| Victoire   | 11–5      | Gabe Ruediger      | KO (points)                   | WEC 19: Undisputed                          | 17-03-2006 | 1     | 0:36  | Lemoore (Californie), États-Unis       | Remporte le titre des poids légers du WEC.                                                               |
| Défaite    | 10–5      | Koutetsu Boku      | Décision (majorité)           | K-1 Hero's 3                                | 07-09-2005 | 2     | 5:00  | Tokyo, Japon                           | |
| Défaite    | 10–4      | Ray Cooper         | KO (points)                   | Shooto Hawaii: Unleashed                    | 25-03-2005 | 1     | 2:57  | Honolulu (Hawaï), États-Unis           | |
| Défaite    | 10–3      | Yves Edwards       | Décision partagée             | Euphoria: USA vs World                      | 26-02-2005 | 3     | 5:00  | Atlantic City (New Jersey), États-Unis | |
| Victoire   | 10–2      | Manny Reyes Jr.    | KO (coups de poing)           | Absolute Fighting Championships 10          | 30-10-2004 | 1     | 0:37  | Fort Lauderdale (Floride), États-Unis  | Fought for $1 reward to prove a point.                                                                   |
| Victoire   | 9–2       | Phil Johns         | Soumission (Rear Naked Choke) | Euphoria: Road to the Titles                | 15-10-2004 | 1     | 0:47  | Atlantic City (New Jersey), États-Unis | |
| Défaite    | 8–2       | Yves Edwards       | Décision partagée             | UFC 47: It's On                             | 02-04-2004 | 3     | 5:00  | Las Vegas (Nevada), États-Unis         | |
| Défaite    | 8–1       | Josh Thomson       | Décision (majorité)           | UFC 46: Supernatural                        | 31-01-2004 | 3     | 5:00  | Las Vegas, Nevada, États-Unis          | |
| Victoire   | 8–0       | Caol Uno           | KO (Punch)                    | UFC 44: Undisputed                          | 26-09-2003 | 2     | 2:46  | Las Vegas, Nevada, États-Unis          | |
| Victoire   | 7–0       | Richard Crunkilton | Décision unanime              | UFC 42: Sudden Impact                       | 25-04-2003 | 3     | 5:00  | Miami, Floride, États-Unis             | |
| Victoire   | 6–0       | Ryan Diaz          | Soumission (Guillotine Choke) | HOOKnSHOOT: Absolute Fighting Championships | 13-12-2002 | 1     | 4:23  | Fort Lauderdale, Floride, États-Unis   | |
| Victoire   | 5–0       | Anthony Hamlett    | TKO (points)                  | HOOKnSHOOT: New Wind                        | 07-09-2002 | 1     | 5:00  | Evansville, Indiana, États-Unis        | |
| Victoire   | 4–0       | Yohei Suzuki       | Soumission (Guillotine Choke) | HOOKnSHOOT: Relentless                      | 25-05-2002 | 1     | 1:04  | Evansville, Indiana, États-Unis        | |
| Victoire   | 3–0       | Don Kaecher        | Soumission (Armbar)           | WEF 12: World Extreme Fighting 12           | 11-05-2002 | 2     | 2:00  | Steubenville, Ohio, États-Unis         | |
| Victoire   | 2–0       | Mike Willus        | Soumission (Triangle Choke)   | HOOKnSHOOT: Overdrive                       | 09-03-2002 | 1     | 4:00  | Evansville, Indiana, États-Unis        | |
| Victoire   | 1–0       | Mike Brown         | Soumission (Triangle Choke)   | HOOKnSHOOT: Kings 1                         | 17-11-2001 | 1     | 2:21  | Evansville, Indiana, États-Unis        | |